# Grunf
Grunf, pravim imenom Otto von Grunf, jedan je od glavnih likova talijanskog stripa "Alan Ford". On je tajni agent u Grupi TNT, kojoj uglavnom služi kao znanstvenik i izumitelj. Prvi put se pojavljuje u epizodi "Grupa TNT".

## Životopis
Otto von Grunf rođeni je Nijemac koji je u svojoj domovini radio kao mehaničar zrakoplova. Sudjelovao je u oba svjetska rata i svojom nesposobnošću zapravo pomagao svojim neprijateljima. U Prvom svjetskom ratu je zbog njegovog nepopravljanja aviona poginuo slavni pilot Manfred von Richthofen, poznatiji kao "Crveni barun", a u Drugom svjetskom ratu poginuo je zapovjednik Luftwaffea von Bombenšuh. Nakon rata Grunf je emigrirao u SAD gdje je dobio brojna odličja i medalje jer je svojom nestručnošću doprinio savezničkoj pobjedi. U poraću je radio kao prodavač povrća. Šefovi su mu dali otkaz i slučajno je nabasao na oglas gdje se traže tajni agenti. Upao je u sjedište Grupe TNT prije Boba i Debeli šef ga je primio u Grupu. Grunf ima skladište gdje ima brojne izume koji su uglavnom vezani uz promet. Grunf je još uvijek fanatično odan Hitleru i Trećem Reichu, pa pri pozdravu uvijek koristi Hitlerov pozdrav. Ima karakter starog vojnika koji poštuje autoritet vođe i svaku njegovu naredbu, te je bezgranično vjeran Broju 1. Uvijek je posvećen zadatku i nikad ne bi izdao svoje prijatelje. Pomalo je priglup.

## Sposobnosti i vještine
Grunf je relativno vješt izumitelj jer za 25 centi može napraviti vrhunske izume koji uvijek rade, ali nikada onako kako bi trebalo. On je svojim njemačkim gospodarima donio smrt, ali Grupi TNT često donosi uspjeh. Bob često govori kako se uvijek boji za svoj život kad putuje Grunfovim vozilom, što ne govori bez razloga. Grunf je u starijim epizodama bio sposobniji i pametniji, dok u novima postaje sve gluplji i beskorisniji, te ima naviku spavati, možda zato što je ostario.

## Izgled
Grunf je srednje visok (175 cm) i debeljuškast (82 kg). Ima 55 godina. Proćelav je, prosijed i brkat. Nosi avijatičarsku kapu i naočale.

## Citati
- Tko vrijedi leti. Tko leti vrijedi. Tko ne leti ne vrijedi.

- Jedna lasta ne čini proljeće, a kamoli dvije.

- Bolje živa kukavica nego mrtav junak.

- Tko izgubi dobitak, dobije gubitak.

- Bolje nešto od nečega nego ništa od ničega.

- Bolje junački ustuknuti nego kukavički pobijediti.

- Bolje ispasti budala nego iz vlaka.

- Bolje izdati knjigu nego prijatelja.

- Tko sanjari drhti. Tko drhti sanjari ili mu je hladno.

- Prvo hopni pa reci skoč.

- Pijte više mlijeka, a manje nafte.

- Iz pakla ljubavi spasila me droga.

- Naoružajte se i bježite.

- Kada pada kiša, nije ista situacija kao kada ne pada.

- Tko spava nije budan.

- Tko hoda ne trči.

- Kada vidite duha, napijte se Pik piva do uha.

- Ne bojmo se ničega, pa ni snijega.

- Pa, znao sam da će moj izum ipak funkcionirati. Sad vidim, i to izvrsno, čak na udaljenost od tri metra. I to kao golim okom!

- Tko se prije prijavi bit će dulje prijavljen.

- Bolje sretna nova nego nesretna stara.

- Ako želiš pobijediti u trci, moraš prvi proći kroz cilj.

- Bolje taktički uzmak nego krvavi poraz.

- Ne predaj se nikad, osim kad moraš.

- Kad se borim, neprijatelja nemam.

- Spreman sam umrijeti časno. Ali, ako nečasno, onda ništa!

## Zanimljivosti
- Grunf često nosi majice s najrazličitijim natpisima, od kojih neke možete pročitati u gornjem odlomku.

- Grunf je sam napravio vježbaonicu i skladište te ih održava.

- Grunf u svojem skladištu ima sliku Adolfa Hitlera na kojoj piše "Stricu Adolfu", što je bilo cenzurirano u jugorežimu.

- Uslik "grunf" jedna je od onomatopeja za hrkanje u stripu.

## Unutarnje poveznice
- Alan Ford

- Sir Oliver

- Broj 1

- Grupa TNT